# Ювенций Целз
Ювенций Целз (Iuventius Celsus) e древморимски юрист през 2 век.
Той е директор на Прокулианското юридическо училище. Наричан е „Целз баща“ (Celsus pater). Член e на consilium на политика Дуцен Вер.
Неговият син Публий Ювенций Целз, наричан „Целз Млади“ или „Целс син“ (Celsus filius), e юрист, управител на Тракия 114/115 г., суфектконсул 115 г., консул 129 г. и негов наследник в Прокулианското юридическо училище.